# Arteria ileocólica
La arteria ileocólica, también denominada arteria ileobicecoapendiculocólica (en referencia a las ramas colaterales y terminales que origina), es una arteria que se origina como rama colateral de la arteria mesentérica superior. Es la rama más inferior emitida desde la concavidad de dicha arteria.

## Trayecto
Discurre hacia abajo y hacia la derecha bajo el peritoneo dirigiéndose hacia la fosa ilíaca derecha, donde se divide en ramas superior e inferior; la rama inferior se anastomosa con el final de la arteria mesentérica superior, y la superior con la arteria cólica derecha. La rama inferior discurre hacia el borde superior de la válvula ileocecal y emite cinco ramas terminales.

## Ramas
(Según el Diccionario enciclopédico ilustrado de medicina Dorland y Anatomía de Gray).
Las cinco ramas terminales que emite son:
- Rama cólica (ascendente).[1] Pasa hacia arriba sobre el colon ascendente.[2]
- Rama ileal.[1] Discurre hacia arriba y hacia la izquierda sobre la parte inferior del íleon y se anastomosa con la terminación de la arteria mesentérica superior.[2]
- Arteria cecal anterior.[1]
- Arteria cecal posterior.[1] Junto con la cecal anterior, irriga la parte frontal y posterior del ciego.[2]
- Arteria apendicular.[1] Desciende bajo la terminación del íleon y entra en el mesenterio del apéndice vermiforme; discurre cerca del margen de este mesenterio y termina en ramas que irrigan al apéndice.[2]

## Árbol arterial en la Terminología Anatómica
La Terminología Anatómica recoge para la arteria ileocólica el siguiente árbol:
A12.2.12.060 Arteria cecal anterior (arteria caecalis anterior; ramus caecalis anterior arteriae ileocolicae)
A12.2.12.061 Arteria cecal posterior (arteria caecalis posterior)
A12.2.12.062 Arteria apendicular (arteria appendicularis)
A12.2.12.063 Rama ileal de la arteria ileocólica (ramus ilealis arteriae ileocolicae)
A12.2.12.064 Rama cólica de la arteria ileocólica (ramus colicus arteriae ileocolicae)

## Distribución
Irriga el íleon, ciego, apéndice vermiforme y colon ascendente.

## Imágenes adicionales
|                            |
| Receso ileocecal superior. |

| |
| Riego sanguíneo cólico. 1. colon transverso, 2. colon ascendente, 3. ciego, 4. arteria cólica derecha, 5. apéndice vermiforme, 6. arteria cólica media, 7. flexura cólica izquierda o punto de Cannon-Böhm (borde entre las áreas de irrigación de las mesentéricas superior e inferior. En rosa está señalado el riego proveniente de la mesentérica superior y sus ramas: cólica media, cólica derecha e ileocólica. En azul está señalado el riego de la mesentérica inferior y sus ramas: cólica izquierda, sigmoideas y rectal superior. |